# Kaze no naka no mendori
Kaze no naka no mendori (風の中の牝鶏, Kaze no naka no mendori, lit. "galinha ao vento") (bra: Uma Galinha no Vento) é um filme japonês de drama de 1948 dirigido por Yasujirō Ozu, estrelado por Kinuyo Tanaka e Shūji Sano.

## Sinopse
O filme se passa imediatamente no Japão pós-guerra, em Tóquio. Tokiko (Kinuyo Tanaka), uma jovem de 29 anos e mãe de um menino de quatro anos, aguarda a repatriação do marido da Segunda Guerra Mundial. Na Tóquio do pós-guerra, os preços estão subindo a cada dia e a moça aluga um quarto num distrito industrial dominado pela classe trabalhadora, conseguindo sobreviver através da costura. Ela é apoiada por uma amiga de longa data e ex-colega de trabalho Akiko (Chieko Murata).

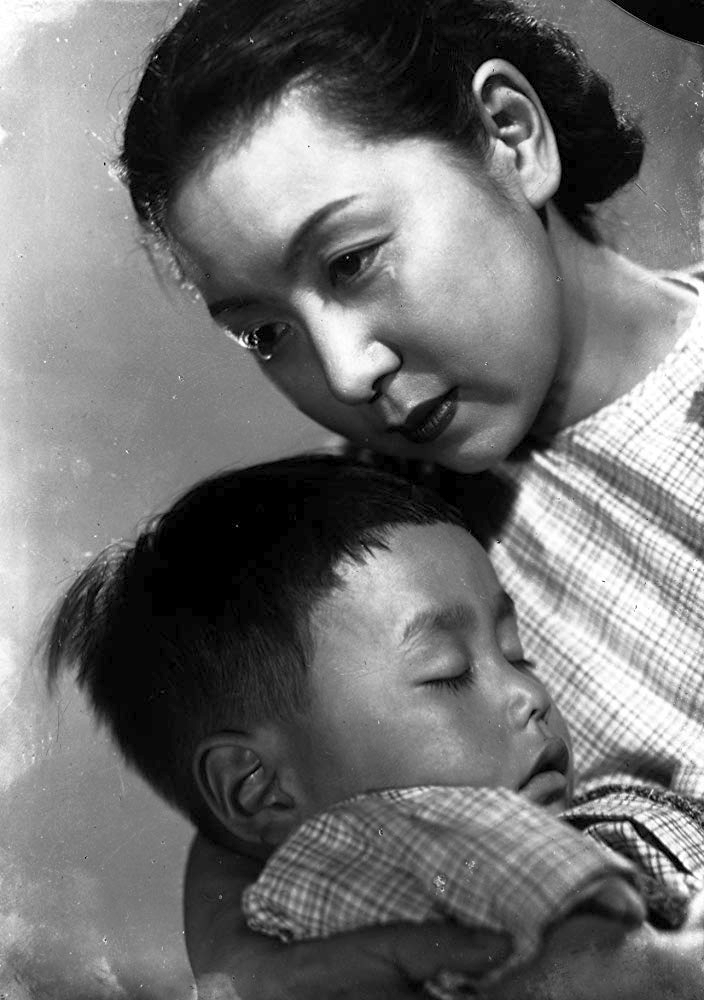
Kinuyo Tanaka em cena do filme

Um dia, o filho de Tokiko, o pequeno Shoichi adoece e precisa ser internado num hospital. Embora Hiroshi se recupere logo depois, as contas altas do hospital forçam Tokiko a cometer um ato desesperado: ela decide se prostituir por uma noite em um estabelecimento afastado. Quando Akiko descobre, ela repreende Tokiko por ser estúpida, e Tokiko começa a ficar envergonhada e louca, embora explique que não tivesse outra escolha.
O marido de Tokiko, Shuichi Amamiya (Shuji Sano), finalmente retorna da guerra e, felizmente, o casal se reencontra. No entanto, a conversa se volta para a doença recente de Shoichi e Tokiko, achando impossível mentir, confessa ao marido o que ela fez. Shuichi fica furioso e é totalmente incapaz de se concentrar totalmente em seu trabalho nos próximos dias. Pensamentos sobre o "erro" de sua esposa o obcecam e ele descobre por ela exatamente onde fica o estabelecimento. Nisso, ele faz uma visita secreta ao local em uma tarde apenas para encontrar uma jovem prostituta de 21 anos prestes a atendê-lo. A partir da prostituta ele percebe que seu motivo a ficar nesse tipo de trabalho é por desespero: seu pai não pode trabalhar e seu irmão mais novo está na escola. Shuichi resolve encontrar para a garota um emprego adequado no local em que ele trabalha.
Shuichi desabafa seus problemas ao seu colega Satake (Chishū Ryū). Satake promete fazer o possível para ajudar a garota e aconselha Shuichi a perdoar sua esposa, mas Shuichi afirma que simplesmente não consegue evitar de ficar chateado com a atitude de Tokiko. Quando ele volta para casa, Tokiko tenta desesperadamente acalmá-lo e pede desculpas repetidamente por seu erro, mas Shuichi a trata de forma brutal e violenta, jogando-a acidentalmente e à força em um lance de escadas. Quando ele percebe que ela está muito magoada, ele começa a se controlar. Tokiko, ferida, volta mancando a sala e tenta mais do que nunca se reconciliar com Shuichi, que confessa que ele também estava errado. Eles finalmente se abraçam desesperadamente e prometem esquecer tudo e recomeçar, contando um com o outro para terem suporte.

## Elenco
- Kinuyo Tanaka como Tokiko Amamiya
- Shuji Sano como Shuichi Amamiya
- Chieko Murata como Akiko Ida
- Chishū Ryū como Kazuichiro Satake
- Hohi Aoki como Shoichi
- Chiyoko Ayatani como Fusako Onada
- Reiko Mizukami como Orie Noma
- Takeshi Sakamoto como Hikozo Sakai
- Eiko Takamatsu como Tsune
- Koji Mitsui como Hideo

## Lançamento
Em 2011, o BFI lançou DVDs para a Região 2 do filme Kaze no naka no mendori como um bônus de outro filme de Ozu, Sanma no Aji.